# Gabriel VII
Gabriel VII – patriarcha Koptyjskiego Kościoła Ortodoksyjnego od roku 1526 do 1569